# Rimantas Taraškevičius
Rimantas Taraškevičius (ur. 18 lipca 1949 w Biliūnai) – litewski inżynier budownictwa, samorządowiec, w latach 2001–2011 burmistrz Kłajpedy.

## Życiorys
W 1972 ukończył studia na Wydziale Budownictwa Kowieńskiego Instytutu Politechnicznego ze specjalnością inżyniera, po czym pracował w firmie budowlanej na terenie Kłajpedy, m.in. jako główny majster oraz główny inżynier. Od 1983 do 1991 pełnił funkcję zastępcy głównego inżyniera Wydziału Budowlanego Kłajpedy. Od 1995 do 2000 stał na czele spółki „Vakarų statyba”.
W 1990 zasiadł po raz pierwszy w radzie miejskiej Kłajpedy. W latach 2001–2011 był burmistrzem miasta, urząd sprawował do 2011. 
W 1994 wstąpił do Litewskiego Związku Centrum. Od 2003 pozostawał członkiem rady Związku Liberałów i Centrum oraz przewodniczącym okręgu LiCS w Kłajpedzie. Trzykrotnie ubiegał się o mandat posła z ramienia LiCS: w 2004, 2008 i 2012. 
Był członkiem Rotary Club oraz władz Litewskiego Zrzeszenia Samorządowego. Zasiadał w Radzie Rozwoju Regionu Kłajpedzkiego oraz Radzie Rozwoju Państwowego Portu Morskiego w Kłajpedzie. Należał do prezydium Litewskiego Stowarzyszenia Budowniczych, Rady Uniwersytetu Kłajpedzkiego oraz zarządu Klubu Koszykarskiego „Neptūnas”.
Żonaty, ma córkę i syna.

## Źródła
- Rimantas Taraškevičius [online], manobalsas.lt [dostęp 2025-02-04] (lit.).
- 2012 m. spalio 14 d. Lietuvos Respublikos Seimo rinkimai. Rimantas Taraškevičius [online], vrk.lt [dostęp 2025-02-04] (lit.).
- Nota biograficzna, Tūkstantmečio žmonės, www.whoiswho.lt (lit.)